# 에우제니오 벨트라미
에우제니오 벨트라미(이탈리아어: Eugenio Beltrami, 1835년 11월 16일~1899년 6월 4일)은 이탈리아의 수학자로 비유클리드 기하학과 전자기학에 대한 업적, 그리고 해석학의 라플라스-벨트라미 연산자 등으로 유명하다.

## 생애
벨트라미는 롬바르디아의 크레모나 시에서 태어났다. 당시 이곳은 오스트리아 제국의 영토였으나 현재는 이탈리아의 영토이다. 벨트라미는 1853년부터 파비아 대학교(Università degli Studi di Pavia)에서 수학을 공부하기 시작했으나, 경제적인 어려움으로 1856년에 대학 공부를 한때 중단하여야만 했다. 그러나 다시 수학에 복귀하여 1862년에는 볼로냐 대학교에 수학 교수로 임용되었고, 그 해에는 그의 첫 번째 수학 연구 논문이 출판되기도 하였다. 벨트라미는 그 후 피사, 로마, 파비아의 대학교에서 가르치기도 했다. 그는 1899년 로마에서 사망하였다.

## 업적
1868년에 《비유클리드 기하학의 해석에 대한 에세이》에서, 벨트라미는 쌍곡 기하학의 모형을 처음으로 창조하였다. 벨트라미의 모델에서, 직선들은 반구면상의 측지선으로 나타난다. 이 비유클리드 기하학의 모형에서 그는, 평행선 공준이 유클리드 기하학의 다른 공리들로부터 유도되지 않는다는 사실을 증명하려고 시도하였다. 안타깝게도 그는 처음에는 실패하였는데, 이는 이 시도가 불가능한 것이 아니라, 벨트라미가 사용한 반구면은 쌍곡 평면의 일부분만을 가지고 있었기 때문에 충분히 못했었던 것이었다.
그러나 같은 해에 다시 증명을 시도하면서 결국은 성공하였고, 이에 더해서 유클리드 기하학과 쌍곡 기하학 모두 자체적으로 모순이 없는 기하학이라는 것을 증명할 수 있었다. 즉, 평행선 공준에 대한 많은 설들에 대한 답을 해 낸 것이다. 이 시도에서 벨트라미는 많은 공간들을 정의했는데, 이 공간들은 현대 수학에서는 벨트라미-클라인 모형, 푸앵카레 원판 모형, 푸앵카레 반평면 모형(Poincaré half-plane model) 등으로 불린다. 이 공간들은 벨트라미의 논문 《상수 곡률을 가지는 공간의 기본 이론》에서 소개되었다. 이 푸앵카레 반평면 모형에 관한 사실을 나열하면서, 벨트라미는 조제프 리우빌이 가스파르 몽주의 미분 기하학 교과서에 남긴 주석을 인용하였다.

## 저서 및 논문
- Opere matematiche di Eugenio Beltrami publicate per cura della Facoltà di scienze della r. Università di Roma (1~2권) (U. Hoepli, Milano, 1902-1920)
- (3~4권)[깨진 링크(과거 내용 찾기)]